# HV-1 Mufli
O HV-1 MUFLI foi uma aeronave de propulsão humana, desenvolvida desde 1933 pelos engenheiros Helmut Haeßler und Franz Villinger, ligados à parte de aviação da Junkers em Dessau e Halle an der Saale.

Este avião não desenvolvia um arranque próprio por força humana, precisando de ser catapultado por um elástico. 